# عصب أذني خلفي
 يتفرع العصب الأذني الخلفي من عصب الوجه بالقرب من الثقبة الإبرية الخشائية ويصعد لأعلى أمام النتوء الخشائي، حيث يرتبط بجزء من الفرع الأذني للعصب المبهم كما يتصل بالفرع الخلفي للعصب الأذني الكبير وكذلك بالعصب القذالي الصغير.
ينقسم العصب الأذني الخلفي أثناء صعوده بين قناة الأذن والنتوء الخشائي إلى فرعين: أذني وقذالي.
- يزود الفرع الأذني العضلة الأذنية الخلفية والعضلات الداخلية للأذن.
- فيما يتجه الفرع الثاني (وهو الأكبر) نحو للخلف على طول الخطوط القفوية العلوية للعظم القذالي ليزود العضلة القذالية .

## روابط خارجية
- درسٌ تشريحي حول lesson4 مُعدٌ بواسطة ويسلي نورمان (جامعة جورجتاون). ( parotid3 )
- درسٌ تشريحي حول cranialnerves مُعدٌ بواسطة ويسلي نورمان (جامعة جورجتاون). ( VII )
- http://www.dartmouth.edu/~humananatomy/figures/chapter_47/47-5. HTM

1. ↑  نموذج تأسيسي في التشريح، QID:Q1406710